# Методий II Охридски
Вижте пояснителната страница за други личности с името Методий.
Методий е православен духовник, охридски архиепископ около 1757-1758 година.
Сведенията за архиепископ Методий са оскъдни. Според съвременника му митрополит Йоасаф III Белградски той заема охридската катедра през 1757 година. Методий е на поста си и през 1758 година за което научаваме от квитанцията му, дадена на същия Йоасаф Белградски. Умира или напуска поста преди 6 март 1759 година.